# M.R. Lalith Babu
Musunuri Rohit Lalith Babu (Vijayawada, 5 gennaio 1993) è uno scacchista indiano.
Ha ottenuto il titolo di Maestro Internazionale nel 2008, e di Grande Maestro in febbraio 2012.

## Principali risultati
- 2008 – 2º nel campionato asiatico juniores U20;
- 2009 – vince il torneo open di Leida;
- 2010 – 3° a Nuova Delhi nel campionato del Commonwealth;
- 2012 – in gennaio è 2°-4° (3° per il Buholz) nel torneo di Hastings 2011/12, vinto da Wang Yue;[2]; in dicembre vince il campionato del Commonwealth a Chennai;[3]
- 2013 – vince il "Super Kings Open" di Chennai;[4]
- 2014 – =1° nel torneo "Alekhine GM" di Calcutta con Oliver Barbosa (2° per spareggio Buholz)[5]; Medaglia di bronzo di squadra alle Olimpiadi di Tromsø[6]
- 2017 – vince a Patna il 55º Campionato indiano;
- 2016 – in giugno è 3º nel campionato asiatico blitz (5 min +2") di Teheran, dopo Lu Shanglei e Lê Quang Liêm;
- 2018 – in maggio vince ad Ahmedabad con 9,5 /11 il campionato indiano rapid (15 min +10")[7], ed è secondo nel campionato blitz; in ottobre vince l'open di Xingtai in Cina.[8]
- 2019 – in marzo vince il torneo "PSB International" di Bangalore;[9]
- 2022 - in gennaio vince con 7/9 il torneo open "Vergani Cup January" di Cattolica.[10]  Lo stesso mese si impone anche, con 6,5 su 9, nel "Marienbad Open 2022 - A2 GM" di Mariánské Lázně.[11]

Ha raggiunto il massimo rating FIDE in febbraio 2017, con 2 598 punti Elo.